# Dorcadion vanhoegaerdeni
Dorcadion vanhoegaerdeni är en skalbaggsart som beskrevs av Stefan von Breuning 1956. Dorcadion vanhoegaerdeni ingår i släktet Dorcadion och familjen långhorningar. Inga underarter finns listade i Catalogue of Life.